# ジャスティンカフェ
ジャスティンカフェ（欧字名:Justin Cafe、2018年5月18日 - ）は、日本の競走馬。2023年のエプソムカップの勝ち馬である。
馬名の由来は、馬主愛称＋カフェ。

## 戦績

### 3歳（2021年）
2021年1月24日、中京競馬場第6レースの3歳新馬戦（芝1600m）で、北村友一を背にデビューし勝利。3月7日のアルメリア賞2着を挟み、初の重賞挑戦で出走した4月17日のアーリントンカップは単勝3番人気に支持されたが、見せ場なく13着惨敗に終わった。その後は自己条件に戻り、5月16日の東京競馬場・3歳1勝クラスでは3着に敗れるが、10月2日の中京競馬場・3歳以上1勝クラスで2勝目を挙げ、12月の中京日経賞でも2着と好走した。

### 4歳（2022年）
1月5日中京の4歳以上2勝クラスでは2着と惜敗するも、3月13日の2勝クラス・小豆島特別と5月8日の3勝クラス・湘南ステークスを連勝しオープンクラスに昇格した。久々の重賞挑戦で挑んだ6月12日のエプソムカップは最後方から上り最速の脚で先行集団に迫ったが、ノースブリッジから0.1秒差の4着に惜敗した。10月9日の毎日王冠も前走と同様に後方待機から直線で鋭く伸び、レコード勝ちしたサリオスから半馬身差の2着に好走した。初のGI挑戦で出走した11月20日のマイルチャンピオンシップはセリフォスの6着に敗北した。

### 5歳（2023年）
2月5日の東京新聞杯より始動し、ウインカーネリアンから0.1秒差の4着。4月1日のダービー卿チャレンジトロフィーは共に伸びてきたインダストリアを捉えきれず、3/4馬身差の2着に惜敗。2年連続での出走となった6月11日のエプソムカップは道中後方3番手から直線で大外に持ち出すと、鋭い末脚で先行各馬を差し切りゴール。重賞挑戦7回目で念願の初優勝を果たした。なお、本馬の手綱を取った横山和生の弟の横山武史が同日開催の函館スプリントステークスをキミワクイーンにて勝利しており、兄弟騎手が同日にJRA重賞勝利を記録したのはグレード制導入以降、1997年3月2日のマイラーズカップ（オースミタイクーン）と弥生賞（ランニングゲイル）（武豊・武幸四郎）以来2組目となった。10月8日の毎日王冠では7着に沈んだが、7番人気で迎えた11月19日のマイルチャンピオンシップでは直線で馬群を割いて足を伸ばし、勝ったナミュールから0.1秒差の3着と善戦した。

### 6歳（2024年）
前年と同じく東京新聞杯を年内初戦に選んだが12着と大敗。その後、2月15日に右前浅屈腱炎のために休養することが発表された。9ヶ月以上の休養が必要であると見込まれ、3月6日付でJRAの競走馬登録を抹消された。引退後は東京都世田谷区の馬事公苑で乗馬として供用される。

## 競走成績
以下の内容は、JBISサーチおよびnetkeiba.comに基づく。
| 競走日     | 競馬場 | 競走名         | 格   | 距離（馬場）  | 頭 数 | 枠 番 | 馬 番 | オッズ （人気） | 着順 | タイム （上り3F） | 着差 | 騎手        | 斤量 [kg] | 1着馬（2着馬）         | 馬体重 [kg] |
| ---------- | ------ | -------------- | ---- | ------------- | ----- | ----- | ----- | --------------- | ---- | ----------------- | ---- | ----------- | --------- | ---------------------- | ----------- |
| 2021.01.24 | 中京   | 3歳新馬        |      | 芝1600m（不） | 15    | 5     | 8     | 006.60（2人）   | 01着 | R1:37.0（35.6）   | -0.2 | 0北村友一   | 56        | （キフジンノドレス）   | 482         |
| 0000.03.07 | 阪神   | アルメリア賞   | 1勝  | 芝1800m（良） | 7     | 6     | 6     | 003.60（2人）   | 02着 | R1:49.9（32.5）   | -0.1 | 0北村友一   | 56        | オヌール               | 486         |
| 0000.04.17 | 阪神   | アーリントンC  | GIII | 芝1600m（重） | 18    | 8     | 16    | 004.90（3人）   | 13着 | R1:35.8（35.8）   | -1.6 | 0北村友一   | 56        | ホウオウアマゾン       | 480         |
| 0000.05.16 | 東京   | 3歳1勝クラス   |      | 芝1600m（良） | 10    | 6     | 6     | 002.80（1人）   | 03着 | R1:34.8（33.3）   | -0.1 | 0福永祐一   | 56        | クロンターフ           | 486         |
| 0000.10.02 | 中京   | 3歳上1勝クラス |      | 芝1600m（良） | 16    | 2     | 3     | 003.00（1人）   | 01着 | R1:32.6（33.5）   | -0.2 | 0川田将雅   | 55        | （サマートゥリスト）   | 492         |
| 0000.12.05 | 中京   | 中京日経賞     | 2勝  | 芝1600m（良） | 13    | 2     | 2     | 001.70（1人）   | 02着 | R1:35.1（33.3）   | -0.0 | 0川田将雅   | 56        | サマートゥリスト       | 486         |
| 2022.01.05 | 中京   | 4歳上2勝クラス |      | 芝1600m（良） | 10    | 3     | 3     | 001.30（1人）   | 02着 | 01:35.6（33.9）   | -0.3 | 0川田将雅   | 56        | ディヴィーナ           | 488         |
| 0000.03.13 | 阪神   | 小豆島特別     | 2勝  | 芝1600m（良） | 12    | 6     | 7     | 002.60（1人）   | 01着 | 01:33.5（33.9）   | -0.4 | 0横山典弘   | 57        | ヴィルヘルム           | 488         |
| 0000.05.08 | 東京   | 湘南S          | 3勝  | 芝1600m（良） | 16    | 7     | 14    | 004.70（2人）   | 01着 | 01:32.3（32.9）   | -0.5 | 0横山典弘   | 57        | （ウインシャーロット） | 490         |
| 0000.06.12 | 東京   | エプソムC      | GIII | 芝1800m（重） | 12    | 8     | 11    | 003.20（1人）   | 04着 | R1:46.8（33.5）   | -0.1 | 0横山典弘   | 56        | ノースブリッジ         | 490         |
| 0000.10.09 | 東京   | 毎日王冠       | GII  | 芝1800m（良） | 10    | 8     | 9     | 005.90（3人）   | 02着 | 01:44.2（33.8）   | -0.1 | 0福永祐一   | 56        | サリオス               | 498         |
| 0000.11.20 | 阪神   | マイルCS       | GI   | 芝1600m（良） | 17    | 4     | 7     | 018.90（7人）   | 06着 | 01:32.9（33.2）   | -0.4 | 0福永祐一   | 57        | セリフォス             | 498         |
| 2023.02.05 | 東京   | 東京新聞杯     | GIII | 芝1600m（良） | 16    | 2     | 3     | 002.90（1人）   | 04着 | 01:31.9（33.3）   | -0.1 | 0福永祐一   | 57        | ウインカーネリアン     | 502         |
| 0000.04.01 | 中山   | ダービー卿CT   | GIII | 芝1600m（良） | 16    | 2     | 4     | 003.60（2人）   | 02着 | R1:33.3（33.4）   | -0.1 | 0C.ルメール | 58        | インダストリア         | 500         |
| 0000.06.11 | 東京   | エプソムC      | GIII | 芝1800m（稍） | 17    | 8     | 15    | 003.20（1人）   | 01着 | R1:45.5（34.3）   | -0.2 | 0横山和生   | 57        | （ルージュエヴァイユ） | 504         |
| 0000.10.08 | 東京   | 毎日王冠       | GII  | 芝1800m（良） | 12    | 6     | 8     | 005.30（3人）   | 07着 | R1:45.8（33.2）   | -0.5 | 0横山典弘   | 57        | エルトンバローズ       | 500         |
| 0000.11.19 | 京都   | マイルCS       | GI   | 芝1600m（良） | 16    | 3     | 5     | 027.50（7人）   | 03着 | R1:32.6（33.6）   | -0.1 | 0坂井瑠星   | 58        | ナミュール             | 504         |
| 2024.02.04 | 東京   | 東京新聞杯     | GIII | 芝1600m（良） | 16    | 4     | 7     | 004.70（2人）   | 12着 | 01:33.2（33.8）   | -1.1 | 0坂井瑠星   | 58        | サクラトゥジュール     | 506         |

## 血統表
| ジャスティンカフェの血統    | ジャスティンカフェの血統                                                    | ジャスティンカフェの血統                                                    | （血統表の出典）                                                            | （血統表の出典）    |
| 父系                        | ロベルト系                                                                  | ロベルト系                                                                  | ロベルト系                                                                  |                     |
| 父 エピファネイア 鹿毛 2010 | 父の父*シンボリクリスエス 黒鹿毛 1999                                       | Kris S.                                                                     | Roberto                                                                     | Roberto             |
| 父 エピファネイア 鹿毛 2010 | 父の父*シンボリクリスエス 黒鹿毛 1999                                       | Kris S.                                                                     | Sharp Queen                                                                 |                     |
| 父 エピファネイア 鹿毛 2010 | 父の父*シンボリクリスエス 黒鹿毛 1999                                       | Tee Kay                                                                     | Gold Meridian                                                               | Gold Meridian       |
| 父 エピファネイア 鹿毛 2010 | 父の父*シンボリクリスエス 黒鹿毛 1999                                       | Tee Kay                                                                     | Tri Argo                                                                    |                     |
| 父 エピファネイア 鹿毛 2010 | 父の母シーザリオ 青毛 2002                                                  | スペシャルウィーク                                                          | *サンデーサイレンス                                                         | *サンデーサイレンス |
| 父 エピファネイア 鹿毛 2010 | 父の母シーザリオ 青毛 2002                                                  | スペシャルウィーク                                                          | キャンペンガール                                                            |                     |
| 父 エピファネイア 鹿毛 2010 | 父の母シーザリオ 青毛 2002                                                  | キロフプリミエール                                                          | Sadler's Wells                                                              | Sadler's Wells      |
| 父 エピファネイア 鹿毛 2010 | 父の母シーザリオ 青毛 2002                                                  | キロフプリミエール                                                          | Querida                                                                     |                     |
| 母 カジノブギ 鹿毛 2013     | 母の父*ワークフォース 鹿毛 2007                                             | *キングズベスト                                                             | Kingmambo                                                                   | Kingmambo           |
| 母 カジノブギ 鹿毛 2013     | 母の父*ワークフォース 鹿毛 2007                                             | *キングズベスト                                                             | Allegretta                                                                  |                     |
| 母 カジノブギ 鹿毛 2013     | 母の父*ワークフォース 鹿毛 2007                                             | Soviet Moon                                                                 | Sadler's Wells                                                              | Sadler's Wells      |
| 母 カジノブギ 鹿毛 2013     | 母の父*ワークフォース 鹿毛 2007                                             | Soviet Moon                                                                 | Eva Luna                                                                    |                     |
| 母 カジノブギ 鹿毛 2013     | 母の母ギミーシェルター 鹿毛 2001                                            | *サンデーサイレンス                                                         | Halo                                                                        | Halo                |
| 母 カジノブギ 鹿毛 2013     | 母の母ギミーシェルター 鹿毛 2001                                            | *サンデーサイレンス                                                         | Wishing Well                                                                |                     |
| 母 カジノブギ 鹿毛 2013     | 母の母ギミーシェルター 鹿毛 2001                                            | オークツリー                                                                | リアルシャダイ                                                              | リアルシャダイ      |
| 母 カジノブギ 鹿毛 2013     | 母の母ギミーシェルター 鹿毛 2001                                            | オークツリー                                                                | シャダイアイバー                                                            |                     |
| 母系(F-No.)                 | サワーオレンジ(USA)系(FN:8-g)                                               | サワーオレンジ(USA)系(FN:8-g)                                               | サワーオレンジ(USA)系(FN:8-g)                                               | [ § 2 ]             |
| 5代内の近親交配             | サンデーサイレンス 4×3、Roberto 4×5、Sadler's Wells 4×4、Hail to Reason 5×5 | サンデーサイレンス 4×3、Roberto 4×5、Sadler's Wells 4×4、Hail to Reason 5×5 | サンデーサイレンス 4×3、Roberto 4×5、Sadler's Wells 4×4、Hail to Reason 5×5 | [ § 3 ]             |
| 出典                        | 1. 2. 3.                                                                    | 1. 2. 3.                                                                    | 1. 2. 3.                                                                    | 1. 2. 3.            |

- 4代母シャダイアイバーは1982年の優駿牝馬勝ち馬。
- 主な近親にエアジハード、ユールシンギング、プレシャスカフェ、ペインテドブラックなど。